# دوشان هاناک
دوشان هاناک (اسلواکی: Dušan Hanák؛ زادهٔ ۲۷ آوریل ۱۹۳۸) کارگردان فیلم و عکاس اهل اسلواکی است. از آثار مهمش مستند تصاویر دنیای کهن (۱۹۷۲) را می‌توان نام برد.